# Dichromia
Dichromia är ett släkte av fjärilar. Dichromia ingår i familjen nattflyn.

## Bildgalleri

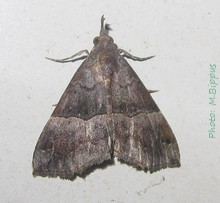
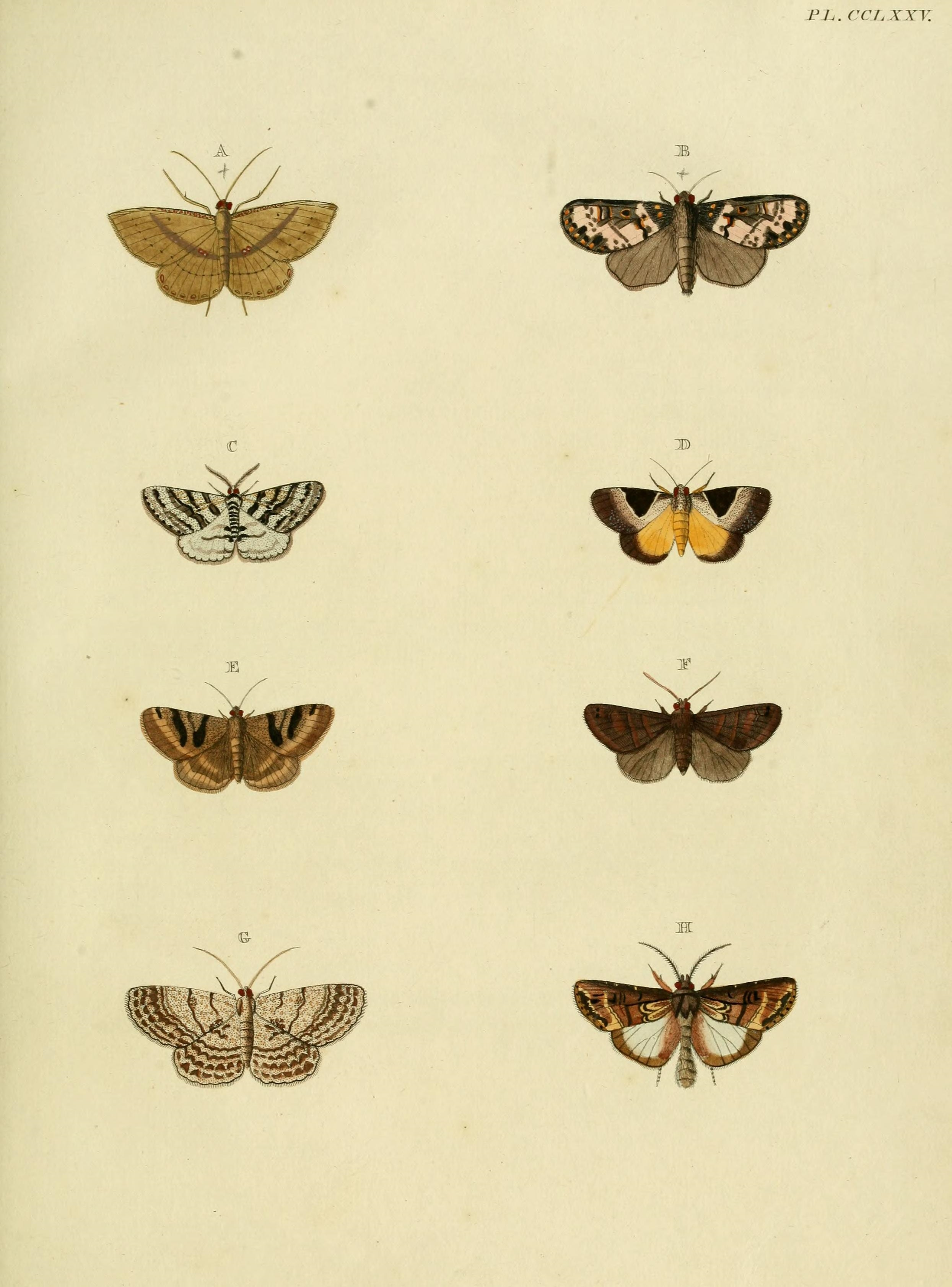
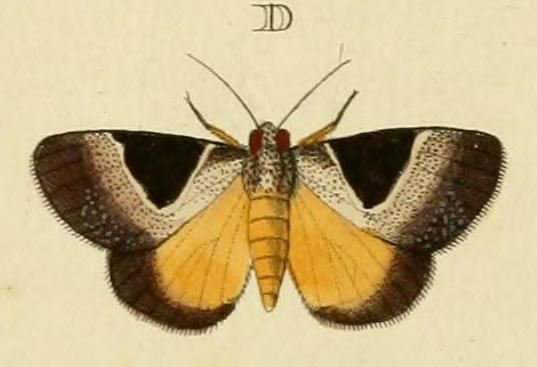

## Dottertaxa tillDichromia, i alfabetisk ordning[1]
- Dichromia aculeifera
- Dichromia amica
- Dichromia carninalis
- Dichromia claripennis
- Dichromia completa
- Dichromia duplicalis
- Dichromia effusa
- Dichromia euthygramma
- Dichromia fascifera
- Dichromia frustalis
- Dichromia isoplocalis
- Dichromia isosoceles
- Dichromia leucotaenia
- Dichromia leucozona
- Dichromia limbopuncatata
- Dichromia lipara
- Dichromia macularis
- Dichromia mollis
- Dichromia mutilata
- Dichromia opulenta
- Dichromia orosia
- Dichromia orosialis
- Dichromia otiata
- Dichromia pullata
- Dichromia quadralis
- Dichromia quinqualis
- Dichromia rationalis
- Dichromia sagitta
- Dichromia sagittalis
- Dichromia sextalis
- Dichromia sieglinde
- Dichromia trigonalis
- Dichromia triplicalis
- Dichromia xanthaspisalis